# Berriozar
Berriozar ist eine Gemeinde in Navarra in Spanien. Berriozar hat 11.201 Einwohner (Stand: 2024). Sie wurde 1991 als eigenständige Gemeinde konstituiert. Die Gemeinde gehört zum Ballungsraum von Pamplona.

## Wirtschaft
Die traditionelle Lebensweise ist seit der Antike die Landwirtschaft, aber auch die Weidewirtschaft, der Bergbau und die Gewinnung von Holz aus den Bergen sind hervorzuheben. Nach der Zeit der Industrialisierung, die Navarra ab den 1960er Jahren durchlief, wurden Industrie, Einzelhandel und Bauwesen die Hauptbeschäftigungen der Einwohner.